# Ravenna (piroscafo)
Il Ravenna è stato un piroscafo per trasporto passeggeri e merci italiano affondato nel corso della prima guerra mondiale.

## Storia
Il piroscafo Ravenna fu costruito presso il cantiere navale Odero di Genova su ordine della Compagnia Italia S.A. di Navigazione a Vapore di Genova. La nave fu varata il 2 marzo 1901. La lunghezza della nave era di 110,69 m, la larghezza massima di 13,25 m, e la stazza lorda era di 4.101 tonnellate. L'apparato propulsore era basato su una macchina a vapore a triplice espansione che garantiva una potenza di 2.500 hp ed azionava una singola elica. La velocità massima era di 12 nodi ed aveva un singolo fumaiolo.
Il Ravenna poteva trasportare 42 passeggeri in cabina, e aveva una sistemazione per 1.250 emigranti nella stiva. L'equipaggio era formata da 70 persone. Il 5 giugno 1901 la nave salpò da Genova per il viaggio inaugurale con destinazione Montevideo e Buenos Aires.
Dal gennaio al marzo 1903 venne noleggiata alla tedesca società tedesca Hamburg-Amerikanische Packetfahrt A.G., con cui effettuò tre viaggi sulla rotta Genova-Napoli-New York.
Il 27 aprile 1903, di ritorno da un viaggio a New York, al largo della costa algerina perdette l'elica e dovette essere rimorchiato a Gibilterra dal piroscafo britannico Calabria. Nel 1904 riprese i viaggi in Sud America, con nuovi scali a Rio de Janeiro e Santos, in Brasile.
Il 31 marzo 1906, noleggiato dalla Navigazione Generale Italiana, fece un viaggio Genova-Palermo-New York. Nel 1907, il poeta Dino Campana partì da Genova sul Ravenna per raggiungere a Buenos Aires i suoi parenti emigrati, al fine di liberarsi dell’esperienza del manicomio e dell'odiato paese natio.
Allo scoppio della guerra italo-turca nel 1911 il piroscafo venne requisito dalla Regia Marina dal 13 ottobre dello stesso anno al 20 marzo 1912, utilizzato come nave per il trasporto dei materiali e delle truppe tra Napoli e Tripoli.
Il 5 gennaio 1916, in piena prima guerra mondiale, il Ravenna venne requisito dal Regio Esercito al fine di trasportare truppe in Albania.
Il 19 marzo 1916 l'esercito, per evitare omonimie, diede all'unità il nome di Ravenna I. L’8 giugno 1916, al largo di Taranto, il Ravenna sfuggì a un siluro che affondò il Principe Umberto carico di truppe di ritorno dall’Albania.
Agli inizi del 1917 la nave riprese il servizio civile con il nome iniziale.
Il 4 aprile 1917 l'unità stava rientrando a Genova proveniente da Buenos Aires, e mentre navigava lungo la costa ligure, giunta a due miglia al largo di Capo Mele la vedetta avvistò la sagoma di un sommergibile in direzione dell'Isola Gallinara dando subito l'allarme.
Il comandante, capitano di lungo corso Pasquale Zino, tentò di cambiare rotta per evitare il siluro lanciato dal sommergibile tedesco U-52 al comando di Hans Walther. Nonostante la manovra evasiva messa in atto il piroscafo fu colpito a poppa, con conseguente allagamento delle stive che si trovavano in quell'area. La nave colò a picco rapidamente non appena prese la posizione verticale, e il relitto giace a 44°00'N – 08°28'E alla profondità di 90 m. Vennero tratte in salvo 189 passeggeri e 83 membri dell'equipaggio, mentre si ebbero sei vittime, tra cui un membro dell'equipaggio, dovute allo scoppio del siluro.
Una parte dei naufraghi raggiunse la riva nuotando; altri vennero recuperati dai pescatori di Andora e di Albenga. Al momento dell’affondamento il Ravenna trasportava un carico di 60.000 quintali di lana greggia argentina, 31.000 quintali di sego, carbone, cavalli e macchine agricole.
Nel 1930 i palombari della nave Rostro della SORIMA iniziarono i lavori per il recupero del carico, usando mine elettriche per aprire il relitto.

### Annotazioni
1. ↑  Il tema del poeta toscano nei Canti Orfici del 1913 è il viaggio sul piroscafo.

### Fonti
1. 1 2 3 4 5 6 7 8 9 10 11 12 13 14 15 16 17 18 19  Agenzia Bozzo.
2. 1 2 3  Avvenire.
3. 1 2 3 4 5 6 7  Mare Nostrum Rapallo.